# Resolution 865 des UN-Sicherheitsrates
Die Resolution 865 des Sicherheitsrats der Vereinten Nationen, die am 22. September 1993 einstimmig verabschiedet wurde, bekräftigte die Resolutionen 733 (1992), 746 (1992), 751 (1992), 767 (1992), 775 (1992), 794 (1992), 814 (1993) und 837 (1993), zudem befasste sich der Rat mit dem Prozess der nationalen Aussöhnung und der politischen Beilegung des Bürgerkriegs in Somalia.
Abkommen von Addis Abeba eingeleiteten Friedensprozess fortzusetzen, und begrüßte die Bemühungen der Organisation für Afrikanische Einheit (OAU), der Arabischen Liga und der Organisation der Islamischen Konferenz. Die internationale Gemeinschaft werde dem Land dabei helfen, Frieden zu erreichen, doch letztendlich sei es das somalische Volk, das für die Versöhnung und den Wiederaufbau seines Landes verantwortlich sei. Unterdessen wurde die Verbesserung der Lage durch die Operation der Vereinten Nationen in Somalia II (UNOSOM II) begrüßt, insbesondere die Beseitigung der Hungersnot, die Einrichtung zahlreicher Bezirksräte, die Eröffnung von Schulen und die Wiederaufnahme eines normalen Lebens für die meisten Somalier. Gleichzeitig erkannte der Rat die Notwendigkeit an, die Bemühungen um Versöhnung und die Einführung der Demokratie fortzusetzen, und in diesem Zusammenhang wurden alle Parteien aufgefordert, ihren politischen Willen zur Verwirklichung der oben genannten Ziele zu bekunden.
Anschließend wurde Besorgnis über Berichte über Gewalt in der Hauptstadt Mogadischu, Gewalt gegen UNOSOM II und das Fehlen von Strafverfolgungsbehörden und Rechtsinstitutionen im Land geäußert. Der Rat wiederholte seine Bitte an Generalsekretär Boutros Boutros-Ghali, bei der Wiederherstellung der somalischen Polizei und der Wiederherstellung von Frieden, Stabilität und Ordnung zu helfen.
Die Verbesserung der Bedingungen und der Beginn des Wiederaufbaus des Landes wurden gelobt, während Angriffe auf UNOSOM II verurteilt wurden, wobei erklärt wurde, dass die Täter individuell zur Verantwortung gezogen würden. Der Rat bekräftigte die Bedeutung, die er der UNOSOM II-Mission beimisst, einschließlich der Erleichterung humanitärer Hilfe, der Wiederherstellung von Recht und Ordnung und der nationalen Aussöhnung in einem freien, demokratischen und souveränen Somalia, damit sie ihre Mission bis März 1995 abschließen kann. Der Generalsekretär wurde gebeten, einen detaillierten Plan für die künftige Strategie der Mission auszuarbeiten und seine Bemühungen um eine Aussöhnung auf allen Ebenen zu verdoppeln. Die Mitgliedstaaten wurden aufgefordert, durch die Besetzung von Stellen bei UNOSOM II Hilfe zu leisten.
Der Sicherheitsrat stimmte den Empfehlungen des Generalsekretärs zur Wiederherstellung der Polizei sowie des Rechts- und Strafrechtssystems zu und forderte die unverzügliche Umsetzung dieser Empfehlungen. In diesem Zusammenhang wurde die Entscheidung des Generalsekretärs, eine Sitzung der Mitgliedstaaten einzuberufen, die an einer Unterstützung dieses Prozesses interessiert sind, begrüßt. Schließlich wurde der Generalsekretär auch gebeten, dafür zu sorgen, dass die somalische Polizei und die Rechtsinstitutionen bis Dezember weiterbestehen, wenn mehr finanzielle Mittel von den Mitgliedstaaten zur Verfügung stehen werden.